# Puente Juan Pablo II
El Puente Juan Pablo II, antiguamente llamado Puente Nuevo, es el puente carretero más extenso de Chile. Mide 2.310 metros y atraviesa en sentido transversal el río Bío-Bío a la altura de las comunas de Concepción y San Pedro de la Paz.
El puente fue diseñado por la compañía inglesa E.W.H. Gifford & Partners. Se construyó en 70 partes de 33 metros, cada una de ellas con una anchura de 21.9 metros (incluyendo ambos corredores de 1.6 metros).
Paralelo al Puente Llacolén, poseía en un principio dos pistas por sentido más bermas en ambos costados; luego de su reparación en 2010 se habilitaron 5 pistas para el tránsito de vehículos, 3 hacia el norte y 2 hacia el sur eliminando una de las bermas.

## Toponimia
Entre 1974 y 1987 el puente fue llamado informalmente "Puente Nuevo", debido a que ya existía un puente para automóviles, al cual se le pasó a llamar Puente Viejo. Más tarde, fue bautizado formalmente, recibiendo su nombre en honor al Papa Juan Pablo II, que recorrió Concepción durante su visita a Chile, en la década de 1980.

## Historia
En la década de 1960, la población de San Pedro de la Paz experimentó un explosivo crecimiento que obligó a diseñar un nuevo viaducto sobre el Bío Bío. En septiembre de 1968 se inició la construcción del Puente Nuevo, que fue puesto en servicio en abril de 1974 y que posteriormente fue bautizado con el nombre de Juan Pablo II en homenaje a la visita que el Santo Padre hizo a la zona en abril de 1987. Esta obra no sólo permitió mejorar las comunicaciones de San Pedro de la Paz con el centro de la ciudad, sino también con la zona portuaria de Talcahuano y San Vicente.

### Terremoto de 2010
Ya en 2007 el puente registraba algunas deficiencias en su estado de conservación. En febrero de 2010, sin embargo, producto del fuerte terremoto que sacudió a la zona, el puente quedó con varios daños estructurales, quedando inutilizado durante meses. Desde marzo de ese año comenzó la reparación del puente, finalizándose el 29 de octubre de 2010, aunque quedando impedido su uso para vehículos de carga. Junto con la reapertura del puente, acabó la restricción vehicular que regía en el Gran Concepción desde el terremoto, así como la restricción de peso en el Puente Llacolén. El puente fue restaurado agregándosele una pista adicional en el sentido San Pedro de la Paz-Concepción.